# فرودگاه بوریسووسکی خوتیلوو

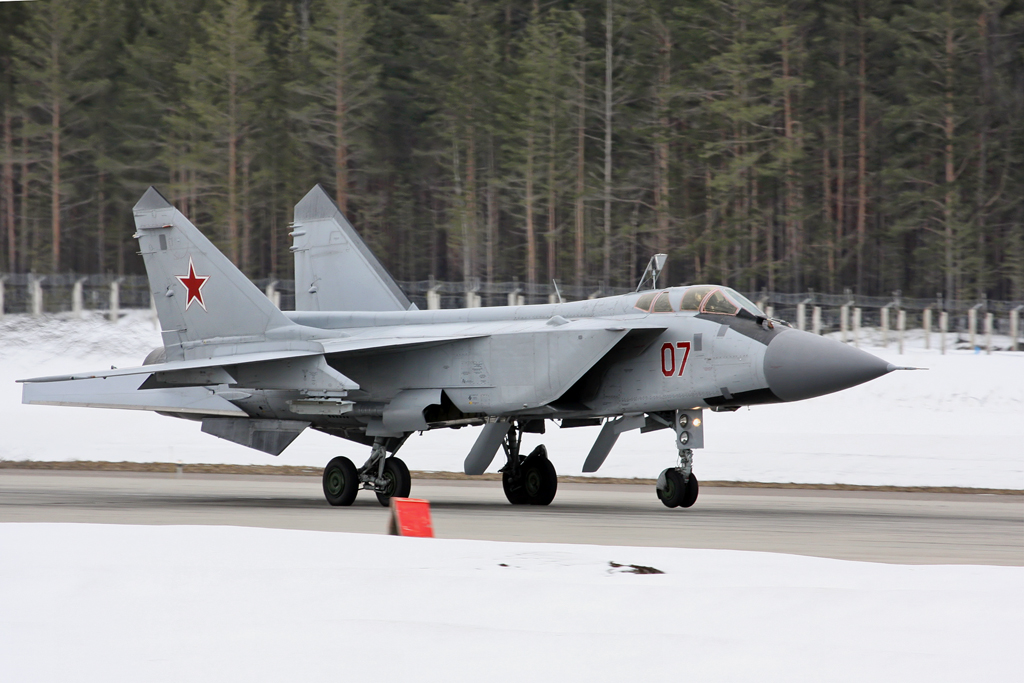
فرودگاه بوریسووسکی خوتیلوو

فرودگاه بوریسووسکی خوتیلوو (به انگلیسی: Borisovsky Khotilovo) یک فرودگاه نظامی است که یک باند فرود بتن دارد و طول باند آن ۲۵۰۰ متر است. این فرودگاه در شهر بولوگوئه کشور روسیه قرار دارد و در ارتفاع ۱۸۰ متری از سطح دریا واقع شده‌است.